# Das allerbeste Stück
Das allerbeste Stück ist ein deutscher Fernsehfilm aus dem Jahr 2004. Nachdem er im Juli/August 2003 in Berlin und Brandenburg gedreht wurde, wurde er erstmals am 18. März 2004 auf ProSieben ausgestrahlt. Es ist die Fortsetzung des Films Das beste Stück.

## Handlung
Marc und Lara haben nach dem Zusammenzug in ihre eigene Wohnung endlich den großen Schritt gewagt und wollen heiraten. Doch die Unterstützung von Seiten Tims sorgt bei ihm für Probleme, denn er ist nicht nur Laras Ex, er hat auch noch ein bestes Stück, welches absolut enorm ist.
Dabei hatte Marc endlich seine Komplexe wegen seines besten Stückes überwunden. In seiner Selbsthilfegruppe mit Männern ähnlichen Problems wird er wegen seiner Erfolge auch als neues Vorbild erkoren.
Doch einige Situationen führen dazu, dass diese Selbstsicherheit bröckelt und Marc mit seinen Problemen überfordert da steht.

## Kritiken
Frankfurter Allgemeine Zeitung: „Mit einigem Wortwitz widmet sich die Komödie der existenziellen Angst des Mannes schlechthin und nimmt sie reichlich unernst. Dass dieser Film sehenswerte Passagen hat, liegt zum einen an der Besetzung und zum anderen am stellenweise sehr witzigen Buch von Jens Urban.“
Lexikon des internationalen Films: „Einfältige Fortsetzung einer banalen Komödie (Das beste Stück, 2002), in der die Minderwertigkeit eines jungen Mannes, der kurz vor der Heirat steht, durch das Auftauchen des Ex-Freundes seiner Lebensgefährtin, einen erneuten Schub erhalten. Fernsehen im geistigen Billig-Format, das ein vermeintliches Zielpublikum mit postpubertären Geschichten berieselt.“
TV Spielfilm: „Etwas altbackener Klamauk, aber die Darsteller geben alles.“
tittelbach.tv: „Ein paar gute Gags, viel klamottiger Leerlauf.“